# 横浜市立本牧小学校
横浜市立本牧小学校（よこはましりつ ほんもくしょうがっこう）は、神奈川県横浜市中区本牧和田にある公立の小学校。

## 概要
現在の本牧小学校は、米軍横浜海浜住宅地区接収解除後に行われた区画整理後の1992年創立だが、かつて同名の本牧小学校が存在していた。1873年（明治6年）に洗心学舎として設立、1875年（明治8年）本牧学校に改称、1892年（明治25年）久良岐郡本牧村立尋常本牧小学校と改称。1901年（明治34年）本牧村が横浜市に編入され横浜市立本牧小学校に改称。1947年（昭和22年）米軍に接収され、間門小学校に統合されるかたちで廃止。校舎はアメリカンスクールとなった。

## 沿革
出典
- 1990年（平成2年）12月4日 - 新設校の校名が横浜市立本牧小学校に決定
- 1992年（平成4年）9月1日 - 横浜市立間門小学校より分離独立し開校
- 1994年（平成6年）1月25日 - 校歌・校章制定
- 2004年（平成16年）4月1日 - 二学期制開始

## 通学区域
出典
- 横浜市中区
  - 本牧原
  - 本牧宮原
  - 本牧和田
  - 和田山1番1号

## 進学先中学校
出典
進学先中学校は、住所の番地により次の2校となる。
- 横浜市立本牧中学校 - 本牧和田、本牧宮原5番から終りまで、本牧原9番から17番まで、和田山1番1号
- 横浜市立大鳥中学校 - 本牧宮原の一部、本牧原の一部

## 著名な卒業生
- やしろあずき - 漫画家

## 交通アクセス
出典
- JR根岸線根岸駅より横浜市営バス（58系統・101系統）にて「本牧」下車、徒歩約5分

## 周辺
- 本牧山頂公園
- 三溪園